# Stina Otterberg
Stina Otterberg Engdahl, född 5 juli 1972 i Stockholm, är en svensk litteraturvetare, författare, kritiker, universitetslektor och föreläsare.
Som litteraturkritiker är Stina Otterberg Engdahl främst verksam i Dagens Nyheter. Hon var jurymedlem för DN:s kritikerpris 2011–2017 och har varit ordförande för Karlfeldtpriset. År 2014 var hon jurymedlem för det skönlitterära Augustpriset. Mellan 2016 och 2019 var hon ledamot av Kulturrådets arbetsgrupp för facklitteratur som fördelar det statliga litteraturstödet. Otterberg Engdahl har också skrivit Älska, dricka, sjunga, leva, dö utgiven 2014, om Erik Axel Karlfeldt. Sedan 2017 är hon knuten som lektor till Liberal Arts vid Göteborgs universitet. Hon är också återkommande redaktör för förlag som Teg Publishing, Bokförlaget Korpen och Bokförlaget Stolpe. 
För sin avhandling om Olof Lagercrantz vann Stina Otterberg Svenska humanistiska förbundets pris 2011 och Kurt Aspelins stipendium. År 2015 tilldelades hon Göteborgs Stads litteraturpris och Gnistans Konststipendium. År 2019 fick hon Natur och Kulturs litterära arbetsstipendium.
Stina Otterberg Engdahl är gift med litteraturvetaren Horace Engdahl.

## Priser och utmärkelser
- 2011 – Svenska humanistiska förbundets pris och Kurt Aspelins stipendium
- 2015 – Göteborgs Stads litteraturpris och Gnistans Konststipendium
- 2016 – stipendium ur Erik och Stina Lundbergs fond genom Svenska Akademien[5]
- 2019 – Natur och Kulturs litterära arbetsstipendium.